# دمشقه

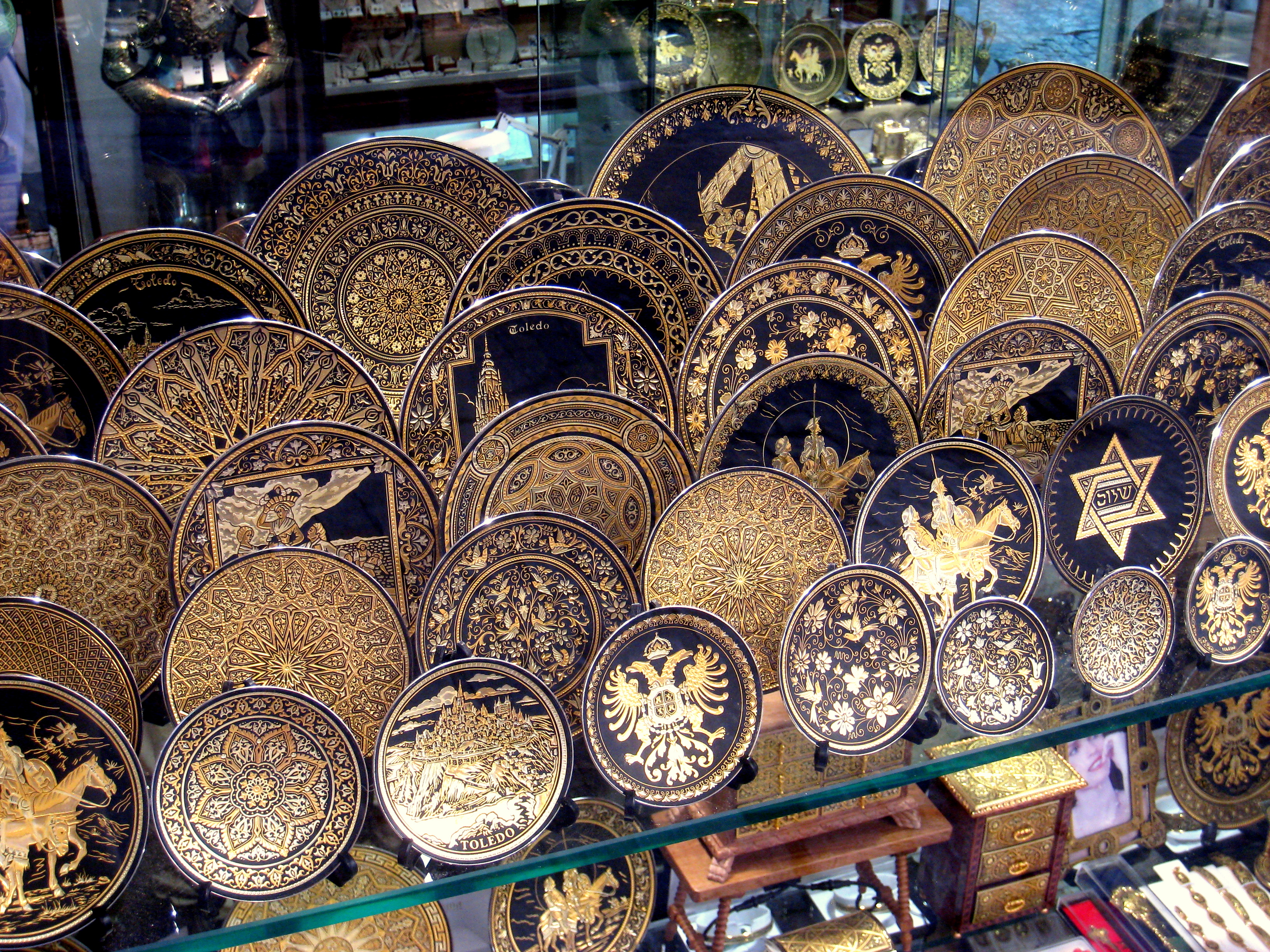
دمشقه‌ها در بازار تولدو

دمشقه یکی از هنرها و صنایع دستی است. در این هنر، معمولاً نقش‌های سیاه‌قلم پیچیده طلا یا نقره روی زمینه کار که معمولاً کاسه فولادی تیره است کوبیده می‌شوند. این هنر در ایران تحت نام باارزش‌ترین فلز نقشینه نام می‌گیرد؛ مانند زرکوبی، نقره‌کوبی، یشم‌کوبی و آهن‌کوبی.
دمشقه یکی از صنایع دستی رایج در چندین کشور از جمله اسپانیا، ژاپن و پاکستان است.